# Cristoforo Prestinari
Cristoforo Prestinari oder Cristoforo Giovanni Prestinari (* um 1573 in Claino; † August 1623 in Legro, Ortsteil der Gemeinde Orta San Giulio) war ein italienischer Bildhauer des Manierismus.

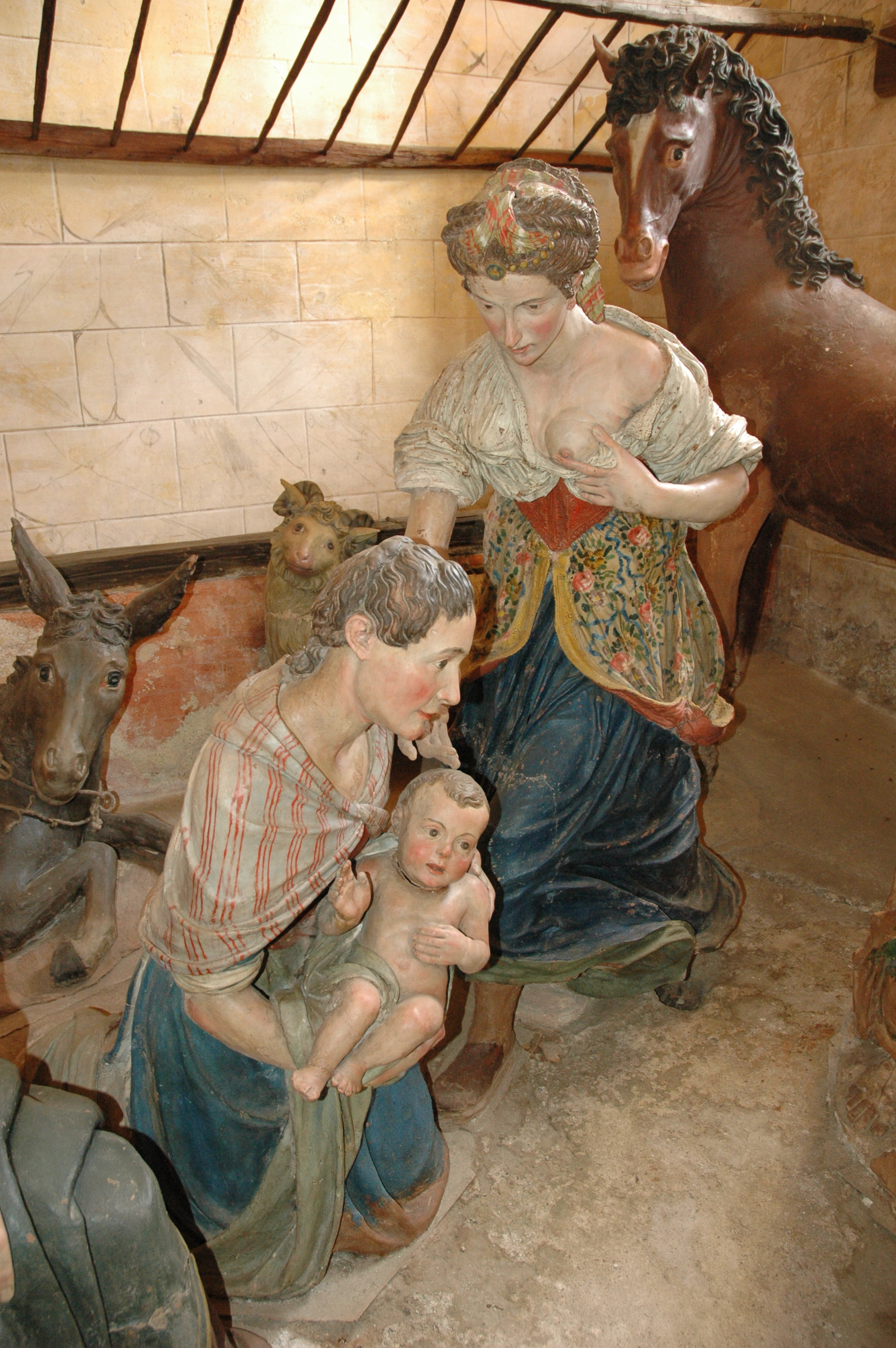
Cristoforo Prestinari, Geburt des Heiligen Franz von Assisi, Sacro Monte d’Orta, 1. Kapelle.

## Leben
Cristoforo Prestinari wurde in der Werkstatt seines Vaters Michele in Claino ausgebildet und ging später nach Mailand, wo man ihn so sehr schätzte, dass die Veneranda Fabbrica des Mailänder Doms ihm wichtige Arbeiten übertrug. Seine ersten Werke waren zwei Skulpturen nach einem Modell von Francesco Brambilla dem Älteren: der Heilige Placidus für den Kreuzaltar, der 1598 fertiggestellt und 1599 bezahlt wurde, und der Heilige Timotheus für den Altar der Kirche Santa Prassede, der zwischen 1599 und 1603 fertiggestellt wurde. Am 29. Mai 1604 wurde Prestinari auch für die Statue des heiligen mailänder Bischofs Mirocles bezahlt, 1609–1611 führte er die Statue des heiligen mailänder Bischof Calimero aus. Nach seinem eigenen Zeugnis, das er den Behörden der Mailänder Bauhütte gab, arbeitete er ab 1606 gleichzeitig in Novara, am Sacro Monte d’Orta und im Mailänder Dom. In den Jahren 1616–1618 erhielt er einen Vorschuss für die Statue des Propheten Jesaja und 1618 für die des Apostels und Evangelisten Matthäus (vollendet 1621).

## Sein Werk in denSacri Monti
Am Sacro Monte d’Orta war Prestinari für den Bischof von Novara Carlo Bascapè tätig (vom Anfang des 17. Jahrhunderts bis zu seinem Tod im Jahr 1615) und arbeitete mit seiner Werkstatt an den Kapellen 1, 3, 4, 5, 11, 12 und 15. Das Werk von Prestinari konzentriert sich vor allem auf den piemontesischen und lombardischen Kreis der Kalvarienberge, wo zahlreiche ihm zugeschriebene Zeugnisse erhalten sind: Die 26 Statuen, die die 3. Kapelle des Sacro Monte di Varese schmücken, sind ein Beispiel dafür, ebenso wie die Statuen des Erzengels Gabriel und der Maria in der Verkündigungskapelle, die der Künstler im Auftrag der Gemeinde Orta schuf und dem Kalvarienberg 1610 stiftete. Cristoforo Prestinari wurde von der Gemeinde Orta nicht zufällig ausgewählt; vielmehr war der Beitrag des Künstlers bei der Schaffung der Statuen in zahlreichen Kapellen des Sacro Monte d’Orta ab 1600 bemerkenswert.

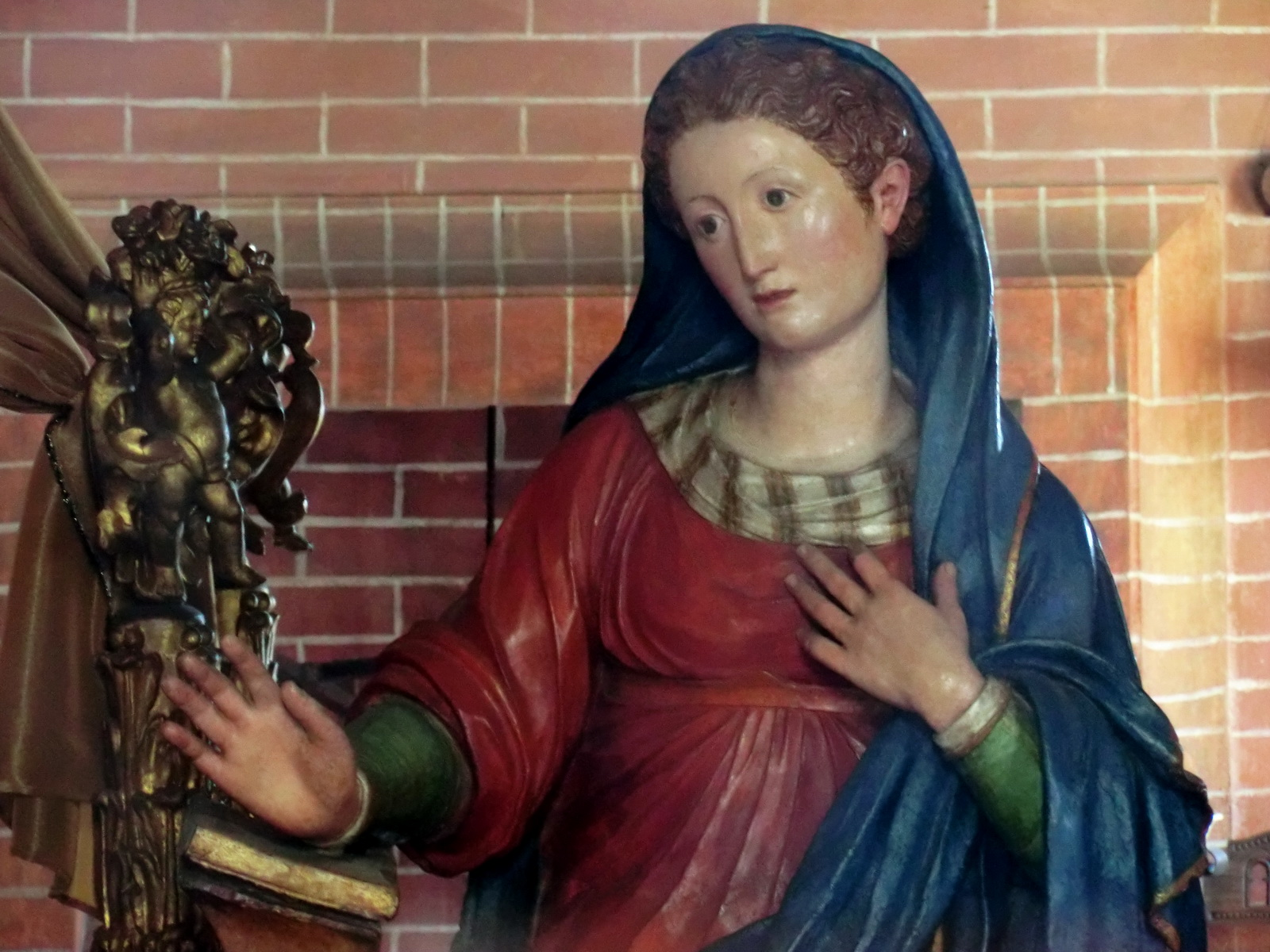
Cristoforo Prestinari, Die Verkündigung, Sacro Monte di Varese, 1. Kapelle

Die szenischen Installationen, die der Künstler auf dem Sacro Monte d’Orta hinterlassen hat, unterscheiden sich von denen seines Nachfolgers in der Werkstatt des Kalvarienberges, Dionigi Bussola, denn im Gegensatz zu dessen dynamischen und lebendigen Werken erscheinen die von Prestinari symmetrisch und geordnet. In der 12. Kapelle ist das „Vorspiel“ des Künstlers erhalten, der bei seiner Ankunft auf dem Kalvarienberg eine Gruppe von Statuen anfertigte und sie dem Auftraggeber zur Demonstration seines Könnens vorlegte.
Seine Arbeit am Sacro Monte di Varese geht auf das Jahr 1610 zurück; hier schuf er die Skulpturen der ersten Kapelle, die der Verkündigung gewidmet ist und in der die Figur des Engels signiert ist.